# سيسنا 208 كارافان
سيسنا 208 كارافان (بالإنجليزية: Cessna 208 Caravan)‏ هي طائرة نقل خفيف، إقليمية للمسافات القصيرة ذات محرك توربيني واحد، تتسع عادة لتسعة ركاب مع طيار واحد. أنتجت في الولايات المتحدة من قبل سيسنا. كان أول طيران لها في أغسطس 1982. دخلت الخدمة في 1984، صنع منها 2,000 طائرة، وسعر الطائرة الواحدة منها هو 2,022,450 دولار.